# Taiō Kanai
Pour les articles homonymes, voir Kanai.
Taiō Kanai (parfois écrit Taioh, né le 28 septembre 1995 à Hakodate) est un athlète japonais, spécialiste des haies.

## Carrière sportive
Sur les haies de 99 cm, il détient un record de 13 s 33 obtenu à Taipei le 14 juin 2014 pour remporter le titre de champion d'Asie junior (également record des championnats). Sur les haies seniors son meilleur temps est de 14 s 01 obtenu à Nagoya le 3 octobre 2014, record qu'il porte à 13 s 80 le 20 mai 2016 à Yokohama. Le 24 juin 2017, il améliore son record personnel à 13 s 62 à Osaka. Le 22 juillet 2017, il l'améliore ultérieurement en 13 s 53 (+1.8 m/s) à Hiratsuka. En août 2017, il termine 4e lors de l'Universiade à Taipei.
Le 24 juin 2018, il porte son record personnel à 13 s 36 lors des championnats du Japon à Yamaguchi. C'est également le record national.
Il termine 5e lors des Championnats d'Asie 2019 à Doha.
Le 29 avril 2021, il bat le record du Japon en 13 s 15.